# Memory Box
Memory Box (arabisch دفاتر مايا, DMG Daftār Māyā ‚Maias Heft‘) ist ein Spielfilm des Künstler- und Regie-Duos Joana Hadjithomas und Khalil Joreige aus dem Jahr 2021. Die internationale Koproduktion wurde 2021 in den Wettbewerb der 71. Berlinale eingeladen.

## Handlung
Maia lebt mit ihrer jugendlichen Tochter Alex und ihrer Mutter Téta in Montreal. Der Ehemann und Vater hat Kanada verlassen und mittlerweile in Frankreich eine neue Familie gegründet. Als an Weihnachten ein schwerer Schneesturm aufzieht, wird überraschend ein Paket aus dem Libanon zugestellt. Es enthält Tagebücher, Audiokassetten und Fotos, mit denen Maia in den 1980er-Jahren während des Libanesischen Bürgerkriegs ihren Alltag in Beirut für ihre Jugendfreundin Liza dokumentierte. Beide Mädchen waren unzertrennlich, bis Lizas mit ihrer Familie nach Frankreich übersiedelte. Sie beschlossen in regelmäßigem Briefkontakt zu bleiben. Großmutter Téta vermutet in der Sendung großes Unheil und versucht sie mit Hilfe von Alex verstecken. Maia entdeckt durch Zufall das Paket, hat aber nicht die Kraft, sich ihren Erinnerungen zu stellen.
Die neugierige Alex, die gerade unter erstem Liebeskummer leidet, beginnt heimlich den Inhalt des Pakets zu inspizieren und stellt über das Internet selbst Nachforschungen an. Maias Bruder kam bei einem Attentat ums Leben, das eigentlich ihrem Vater, einem Schuldirektor, gegolten hatte. Ihr einziger Halt in den Wirren des Krieges war der Radio-DJ Raja, in den sie sich verliebt hatte. Die lose Verbindung wurde von Maias Eltern verboten, da sich der junge Mann angeblich einer Bürgerkriegs-Miliz angeschlossen hatte. Beide trafen sich aber heimlich weiter. Gleichzeitig dokumentierte Maia mit ihrer Kamera ihre zerstörte Heimatstadt, in der die Bombardements zunahmen. Es kam zu ersten Unstimmigkeiten mit Raja, der einzig im bewaffneten Kampf eine Chance für die Beendigung des Krieges sah. Kurz nach dem ersten gemeinsamen Sex wurde er von seinen Eltern zum Studium in die Sowjetunion geschickt. Maia hörte nie wieder etwas von ihm. Auch brach sie den Kontakt zu Liza ab. Diese war über die Ferien nach Beirut zurückgekehrt und hatte den schlechten Gesundheitszustand von Maias Vater bemerkt und ihn zu trösten versucht. Ihr Vater hatte seinen Beruf verloren und sich aus Gram über den Tod seines Sohnes in den Alkohol geflüchtet. Später nahm er sich mit einer Schusswaffe das Leben. Der Suizid wurde aber von Téta absichtlich vertuscht. Später emigrierten Mutter und Tochter per Schiff über Zypern ins sichere Kanada.
Maia lässt in der Zwischenzeit einen 30 Jahre alten Film entwickeln, auf dem u. a. Bilder vom aufgebahrten Leichnam ihres toten Vaters sind. Als sie entdeckt, dass Alex ihre Tagebücher gelesen hat, stellt sie ihre Tochter wütend zur Rede. Maia gibt unter Tränen zu, dass sie nach der Wahrheit gesucht habe, die all die Jahre vor ihr geheim gehalten worden war. Daraufhin beginnt Maia ihr Einzelheiten aus ihrer Vergangenheit zu berichten. Das bringt Mutter und Tochter einander wieder näher. Später reisen Maia und Alex zur Beisetzung von Liza nach Beirut. Maia findet die Stadt verändert vor und trifft alte Freunde sowie Raja wieder. Sie scheint mit sich und ihrer Vergangenheit ins Reine gekommen zu sein.

## Hintergrund
Memory Box ist der vierte Spielfilm des Künstler- und Filmemacher-Duos Joana Hadjithomas und Khalil Joreige. Beide gehen in ihren Arbeiten seit Jahren der Frage nach, welche Rolle das Erinnern für die Darstellung von Zeitgeschichte spielt sowie den emotionalen Folgen von Kriegstraumata. Für den Film griffen beide auf eigenes Archivmaterial zurück. Hadjithomas verwendete Hefte und Tonbänder, die zwischen 1982 und 1988 entstanden, während Khalil Bürgerkriegsfotos miteinbrachte. Die Social-Media-Ästhetik, für die die Figur der Alex steht, soll in Memory Box in einen Dialog mit den physisch präsenten Bildern aus Maias Vergangenheit treten.

## Rezeption
Im internationalen Kritikenspiegel der britischen Fachzeitschrift Screen International von allen 15 Berlinale-Wettbewerbsfilmen belegte Memory Box mit 1,8 von vier möglichen Sternen einen geteilten letzten Platz (gemeinsam mit Nebenan und Rengeteg – mindenhol látlak), während der japanische Spielfilm Das Glücksrad und die deutsche Dokumentation Herr Bachmann und seine Klasse die Rangliste mit je 3,3 Sternen anführten.

## Auszeichnungen
Mit Memory Box konkurrierten Hadjithomas und Joreige erstmals um den Goldenen Bären, den Hauptpreis der Berlinale. Der Film blieb unprämiert.